# 十二月十八
腊月十八，农历腊月第十八天。

## 大事记
- 乾封元年，唐朝李世勣出兵攻击高句丽。

## 出生
- 文久三年——柴勝三郎，日本中将（逝世于昭和十三年）

## 逝世
- 大德十年——德壽 (太子)，元朝皇族（出生时期不明）
- 安永八年——平賀源內，日本学者（出生于享保十三年）

## 参看
- 日历
- 腊月十六 - 腊月十七 - 腊月十八 - 腊月十九 - 腊月二十
- 十一月十八 - 腊月十八 - 正月十八
- 正月 - 二月 - 三月 - 四月 - 五月 - 六月 - 七月 - 八月 - 九月 - 十月 - 十一月 - 腊月
- 公历12月18日